# Нупоидные языки
Нупоидные языки (англ. Nupoid languages) — ветвь языков бенуэ-конголезской семьи нигеро-конголезской макросемьи.

## Классификация
Классификация:
Нупоидные
- эбира, гаде
- нупе-гбагьи
  - гбагьи, гбари
  - нупе
    - дибо
    - ками
    - гупа
    - нупе-тако
    - асу